# Paul Arthurs
Paul "Bonehead" Arthurs (n. 23 iunie 1965) este unul dintre membrii fondatori ai trupei engleze de muzică rock, Oasis pentru care a cântat la chitară ritmică între 1991 și 1999. 